# 辽东省
遼東省是中国共产党在东北解放区设置的一個省份，延续至1954年。
1949年4月21日，經東北人民政府批准，撤銷安東省，及遼寧、遼北2省的一部，設立遼東省，省會安東市。1954年6月19日，經中央人民政府批准，撤銷遼東省、辽西省，合併設立遼寧省，原遼東省所屬的通化、遼源2市及東豐、西安、海龍、通化、柳河、輝南、靖宇、撫松、長白、臨江、輯安等11縣劃入吉林省。

## 外部連結
- 遼東省—行政區劃網